# Karin Viard
Pour les articles homonymes, voir Viard.
Karin Viard, née le 24 janvier 1966 à Rouen (Seine-Maritime), est une actrice française.
Elle est l'une des actrices françaises les plus plébiscitées. Nommée treize fois aux Césars, elle en a remporté trois.
Après des débuts difficiles dans les années 1980, l'actrice connaît une ascension rapide durant la décennie suivante, passant de petits rôles remarqués, comme dans Tatie Danielle (1990) et Delicatessen (1991), à des rôles de premier plan dans des films comme La Nage indienne (1993) ou Les Randonneurs (1997), qui lui valent ses deux premières nominations aux Césars. Mais c'est le premier rôle poignant dans le drame Haut les cœurs ! (1999), qui assoit définitivement son talent et lui permet d'obtenir le César de la meilleure actrice et le Lumière de la meilleure actrice en 2000.
Deux ans plus tard, à la suite de Embrassez qui vous voudrez (2002), qui lui vaut cette fois le César de la meilleure actrice dans un second rôle, elle multiplie les seconds rôles, dans des registres divers : le drame Paris (2008), la comédie Potiche (2011) et la comédie dramatique Vingt et une nuits avec Pattie (2015) lui valent ainsi d'autres nominations aux Césars dans cette catégorie. Mais c'est le drame Les Chatouilles qui lui permet d'emporter une seconde fois la récompense.
Ses performances dans Le Rôle de sa vie (2004), Polisse (2011), La Famille Bélier (2014) et Jalouse (2017), lui valent d'autres nominations aux César de la meilleure actrice.

## Biographie

### Enfance et adolescence
Karin Michèle Viard est la fille d'un directeur de plate-forme pétrolière et elle passe ses premières années à Oran en Algérie où son père travaille. Elle a quatre ans quand ses parents divorcent. Elle est envoyée avec sa sœur Nadège à Sainte-Marguerite-sur-Duclair, près de Rouen, chez ses grands-parents maternels, tapissiers-décorateurs à la retraite. Ils élèvent les deux filles, même si elles retrouvent leur mère pendant les vacances,.
Enfant, Karin Viard n'a pas d'admiration spéciale pour les actrices mais adore des acteurs comme l'Américain Spencer Tracy. Elle est marquée par le rôle de Quasimodo tenu par Anthony Quinn dans Notre-Dame de Paris de Jean Delannoy. Son rêve de devenir comédienne est alimenté par ses grands-parents qui l’emmènent voir des opérettes. Étant tapissiers, ils avaient d'ailleurs travaillé pour le Théâtre des Arts de Rouen. À 14 ans, Karin Viard participe à l'atelier théâtre du Club Med où sa mère est employée.
Elle habite à Bois-Guillaume et prend des cours de théâtre au Conservatoire d'arts dramatiques de Rouen aux côtés, notamment de Valérie Lemercier, Alexis Desseaux et Franck Dubosc, sous la direction de Jean Chevrin[réf. souhaitée]. Ensuite, elle décide de partir étudier la comédie à Paris à 17 ans, une fois son bac littéraire obtenu avec mention, à l’institution privée Rey de Rouen. Pendant cette période, elle fait des petits boulots, comme vendeuse aux Galeries Lafayette ou serveuse dans un Burger King.
Karin Viard a souvent abordé la période difficile qu'elle a connue à l'adolescence et lorsqu'elle était jeune adulte. Ayant très peu confiance en elle, elle a connu la boulimie de 17 à 28 ans. Elle s'est affranchie de ses complexes après la naissance de ses deux filles.

### Vie privée et engagements
De 1992 à 2017, Karin Viard vit avec Laurent Machuel, directeur de la photographie, cadreur et ingénieur du son ; de cette union sont nées deux filles, Marguerite (1998) et Simone (2000).
Depuis 2019, elle est en couple avec Manuel Herrero, réalisateur et producteur de films documentaires sur le sport, qu'elle épouse en juin 2022.
Remarquée dans plusieurs films engagés comme Ma part du gâteau et Les Invités de mon père, elle se définit comme étant de gauche mais elle refuse d'étaler publiquement ses convictions politiques ou de prendre des engagements car elle a le sentiment de ne pas assez maîtriser le sujet pour le faire.
En 2018, à la suite de la démission de Nicolas Hulot, elle signe, sous l'initiative de Juliette Binoche, la tribune contre le réchauffement climatique intitulée « Le Plus Grand Défi de l'histoire de l'Humanité », qui paraît en une du journal Le Monde, avec pour titre L'appel de 200 personnalités pour sauver la planète.
En 2021, au cours d'une émission sur RTL, elle affirme que la Sécurité sociale n'a pas à prendre en charge ceux qui refusent de se faire vacciner contre la Covid-19.
En 2022, elle apporte son soutien lorsque la maternité des Lilas est menacée de fermeture.

### Carrière

#### Débuts
À Paris, Karin Viard suit les cours de théâtre de Vera Gregh et de Blanche Salant, et commence sa carrière de comédienne dans des courts métrages et au théâtre avec des rôles comiques. Elle peine cependant à trouver suffisamment de rôles pour gagner sa vie et doit effectuer à côté divers petits boulots pendant sept ans. Elle est ainsi tour à tour vendeuse, serveuse ou télémarketeuse pour un parti politique.
En 1989, Karin Viard obtient tout de même un rôle pour la télévision dans un épisode de la série Les Enquêtes du commissaire Maigret. Elle joue ensuite un personnage plus important dans un épisode de la nouvelle série Maigret avec Bruno Cremer en 1992. En 1989 également, elle est remarquée par Étienne Chatiliez lors d'une audition pour Tatie Danielle. Il lui offre son premier rôle au cinéma.
Karin Viard enchaîne ensuite avec un autre second rôle dans un autre film à succès, Delicatessen de Jean-Pierre Jeunet et Marc Caro. Tatie Danielle et Delicatessen lui permettent de jouer le même type de femme pulpeuse et rigolote, mais l'actrice souhaite s'illustrer avec des personnages plus complexes. En 1993, son vœu est exaucé avec les premiers rôles de La Nage indienne de Xavier Durringer, et Emmène-moi, de Michel Spinosa. Le premier film lui vaut d'être nommée au César du meilleur espoir féminin en 1994. Ce sont ces deux œuvres qui lancent véritablement sa carrière d'actrice et lui assurent la tête d'affiche dans de nombreux autres films.

#### Consécration

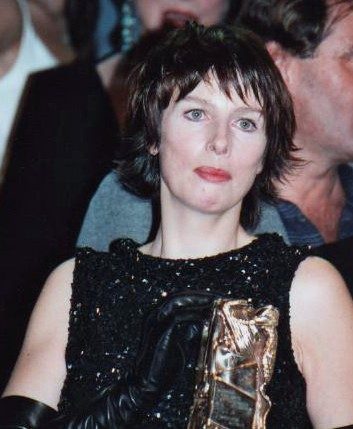
Karin Viard et sa statuette pour le César de la meilleure actrice aux César 2000, pour Haut les cœurs !

Au cours des années 1990, Karin Viard est sollicitée par de nombreux réalisateurs comme Nicole Garcia, Philippe Harel ou Catherine Corsini. Elle obtient le premier rôle féminin de nombreux films au registre souvent léger : Adultère (mode d'emploi) en 1995, Les Randonneurs en 1997 ou La Nouvelle Ève en 1999. Sa notoriété décolle avec le succès des Randonneurs, réalisant 1,5 million d'entrées, « comédie nerveuse », portée par des « acteurs montants », contraints de « suer avec 10 kg sur les épaules », dans les montagnes du GR Corse, le plus sportif des sentiers de grande randonnée, le personnage de Karin Viard y rêvant de son théâtre et d'une idylle dans la langueur d'un club de vacances en bord de mer.
Elle joue aussi dans plusieurs courts métrages ainsi que des films plus graves comme Les Victimes en 1995. Sa participation au premier film de Sólveig Anspach en 1999 affirme son statut de nouvelle égérie du cinéma d'auteur. Haut les cœurs !, film difficile dans lequel elle incarne une femme atteinte d'un cancer, lui apporte définitivement la consécration et lui permet de remporter le César de la meilleure actrice en 2000.
L'actrice demeure très active dans les années 2000. En 2003, elle fait partie du jury du festival de Cannes et elle remporte le César de la meilleure actrice dans un second rôle pour Embrassez qui vous voudrez de Michel Blanc. Néanmoins, elle n'est pas jugée suffisamment « bankable » pour jouer dans Bon voyage de Jean-Paul Rappeneau et le rôle pour lequel elle était pressentie est offert à Isabelle Adjani.

#### Actrice populaire et exigeante

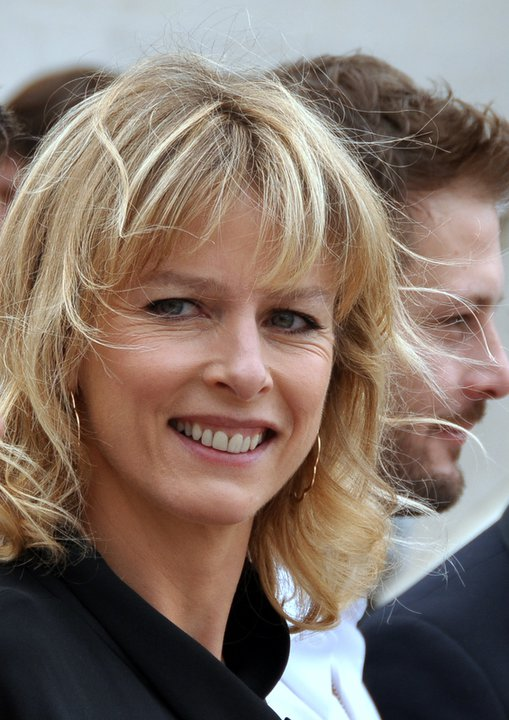
L'actrice à la première de Polisse au Festival de Cannes 2011.

En dehors de certains rôles complexes comme sa prestation dans Les Ambitieux en 2007, Karin Viard privilégie les films simples et populaires au cours des années 2000, comme Les Enfants en 2005. De son propre aveu, elle se trouve mauvaise et insignifiante dans des films peu intéressants qui ne lui plaisent pas. Elle est particulièrement déçue par Les Randonneurs à Saint-Tropez. L'actrice décide alors de mieux choisir ses contrats.
En 2008, elle revient au théâtre qu'elle avait quitté depuis ses débuts et joue dans La Estupidez de Rafael Spregelburd. Au cinéma, elle n'accepte de travailler qu'avec de bons réalisateurs, même si les rôles proposés sont secondaires. Elle joue ainsi dans Potiche de François Ozon, Polisse de Maïwenn ou encore Paris de Cédric Klapisch dans lequel elle campe une boulangère raciste, un rôle bref mais jubilatoire pour la comédienne. Elle retrouve Klapisch pour Ma part du gâteau, film engagé dans lequel elle a le premier rôle. Elle précise apprécier ce genre de film militant tout en ayant aussi envie de participer à de gros succès populaires qui lui permettent financièrement de se diversifier vers des films plus confidentiels,.
Depuis Haut les cœurs !, Karin Viard a été nommée trois fois pour le César de la meilleure actrice : en 2005 pour Le Rôle de sa vie, en 2012 pour Polisse et en 2015 pour La Famille Bélier. Selon Le Figaro, elle est la quatrième actrice française la mieux payée en 2012. Très présente dans le cinéma français, elle n'a néanmoins pas eu d'ambitions internationales car elle ne parle pas l'anglais et rares sont ses films à s'être exportés.
En 2019, elle remporte pour la seconde fois le César de la meilleure actrice dans un second rôle pour sa prestation dans l'acclamé drame Les Chatouilles.

#### Jeu d'actrice

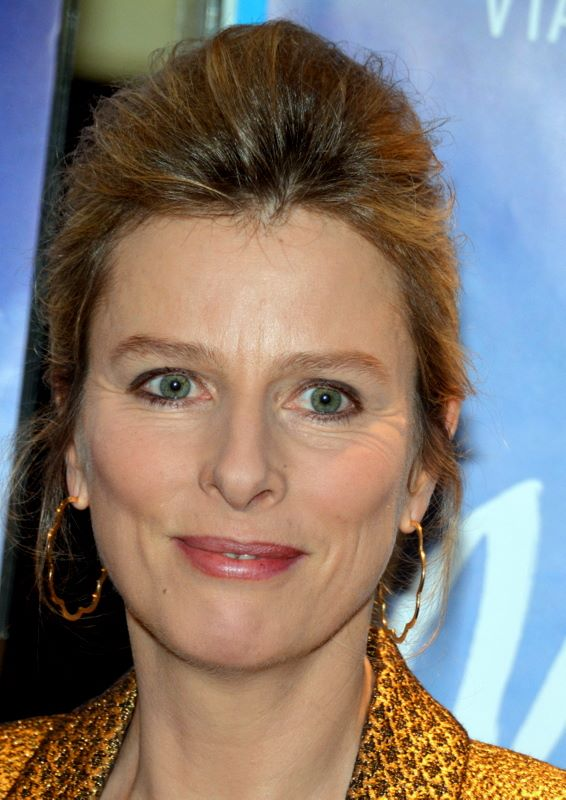
Karin Viard en 2014, à l'avant-première du film Week-ends.

Karin Viard est une actrice connue pour sa spontanéité et son caractère gouailleur. Nicolas Duvauchelle, son partenaire dans Parlez-moi de vous, a dit qu'« on se sent tout de suite à l'aise avec elle. Elle ne minaude pas, elle est vraie, simple et très drôle. » Étienne Chatiliez, qui lui a offert son premier rôle au cinéma, déclare quant à lui : « il y a de la vie chez Karin ! C'est quelqu'un de sain, d'abordable, elle nous raconte un peu tous. »
Karin Viard se distingue aussi par sa capacité à évoluer entre des films totalement différents et à pouvoir jouer une vaste panoplie de personnages sans montrer d'effort apparent. Elle excelle tout aussi bien avec les personnages drôles, décalés ou burlesques, que les personnages sombres ou antipathiques. L'actrice préfère en général les personnages complexes qui ont beaucoup de potentiel comique ou dramatique et peut travailler très longtemps pour préparer un rôle. Sa métamorphose d'un film à l'autre est parfaitement visible dans La Nouvelle Ève et Haut les cœurs !, sortis la même année et qui ont marqué sa consécration. Dans le premier, elle incarne une femme burlesque, désinvolte et imprévisible, et dans le second, elle est enceinte, atteinte d'un cancer et le crâne rasé.
En raison de sa facilité à changer de registre, et pour son aptitude à se rendre immédiatement reconnaissable et accessible pour le spectateur, Karin Viard est parfois comparée à Meryl Streep. Comme l'actrice américaine, Viard sait aussi faire partager au spectateur et au réalisateur son goût et son plaisir du jeu, son intensité dans l'incarnation d'un personnage qui confère à son jeu une authenticité et une présence souvent exceptionnelles. En cela, Cédric Klapisch la rapproche aussi de Jeanne Moreau, Catherine Deneuve et Isabelle Huppert. Le réalisateur, qui a tourné à trois reprises avec l'actrice, pense également qu'elle « fait partie de ces acteurs comme Fabrice Luchini qui sont à la fois intelligents et sensibles ».

#### Festivals
Elle est désignée présidente du jury de la 26ᵉ édition du Festival de l'Alpe d'Huez, en mars 2023.
En 2025 elle est membre du jury du 16e Festival Séries Mania.

## Filmographie

### Longs métrages

#### Années 1990
- 1990 : Tatie Danielle d'Étienne Chatiliez : Agathe
- 1991 : Delicatessen de Jean-Pierre Jeunet et Marc Caro : mademoiselle Plusse
- 1992 : Max et Jérémie de Claire Devers : la fille
- 1992 : Riens du tout de Cédric Klapisch : Isabelle
- 1993 : Ce que femme veut... de Gérard Jumel : Cécile
- 1993 : La Nage indienne de Xavier Durringer : Clara
- 1994 : Emmène-moi de Michel Spinosa : Sophie
- 1994 : La Séparation de Christian Vincent : Claire
- 1994 : Le Fils préféré de Nicole Garcia : Martine
- 1995 : La Haine de Mathieu Kassovitz : une fille à la galerie
- 1995 : Fast de Dante Desarthe : la fille aux cheveux jaunes
- 1995 : Adultère (mode d'emploi) de Christine Pascal : Fabienne
- 1996 : Fourbi d'Alain Tanner : Rosemonde
- 1996 : Le Journal du séducteur de Danièle Dubroux : Charlotte
- 1996 : Les Victimes de Patrick Grandperret : Claire
- 1997 : Les Randonneurs de Philippe Harel : Coralie
- 1997 : Je ne vois pas ce qu'on me trouve de Christian Vincent : Monica
- 1999 : La Nouvelle Ève de Catherine Corsini : Camille
- 1999 : Mes amis de Michel Hazanavicius : Lola
- 1999 : Les Enfants du siècle de Diane Kurys : Marie Dorval
- 1999 : Haut les cœurs ! de Sólveig Anspach : Emma

#### Années 2000
- 2000 : La Parenthèse enchantée de Michel Spinosa : Ève
- 2001 : Un jeu d'enfants de Laurent Tuel : Marianne
- 2001 : L'Emploi du temps de Laurent Cantet : Muriel
- 2001 : Reines d'un jour de Marion Vernoux : Hortense
- 2002 : Embrassez qui vous voudrez de Michel Blanc : Véro
- 2003 : France Boutique de Tonie Marshall : France Mestral
- 2004 : Je suis un assassin de Thomas Vincent : Suzy Castelano
- 2004 : Le Rôle de sa vie de François Favrat : Claire Rocher
- 2004 : L'Ex-femme de ma vie de Josiane Balasko : Nina
- 2005 : Le Couperet de Costa-Gavras : Marlène Davert
- 2005 : Les Enfants de Christian Vincent : Jeanne
- 2005 : L'Enfer de Danis Tanović : Céline
- 2007 : Les Ambitieux de Catherine Corsini : Judith Zahn
- 2007 : La Tête de maman de Carine Tardieu : Juliette
- 2007 : La Vérité ou presque de Sam Karmann : Anne
- 2007 : La Face cachée de Bernard Campan : Isabelle
- 2008 : Paris de Cédric Klapisch : la boulangère
- 2008 : Les Randonneurs à Saint-Tropez de Philippe Harel : Coralie
- 2008 : Baby Blues de Diane Bertrand : Alex
- 2009 : Le Bal des actrices de Maïwenn : elle-même
- 2009 : Le code a changé de Danièle Thompson : ML (Marie-Laurence)
- 2009 : Les Derniers Jours du monde d’Arnaud et Jean-Marie Larrieu : Chloé

#### Années 2010

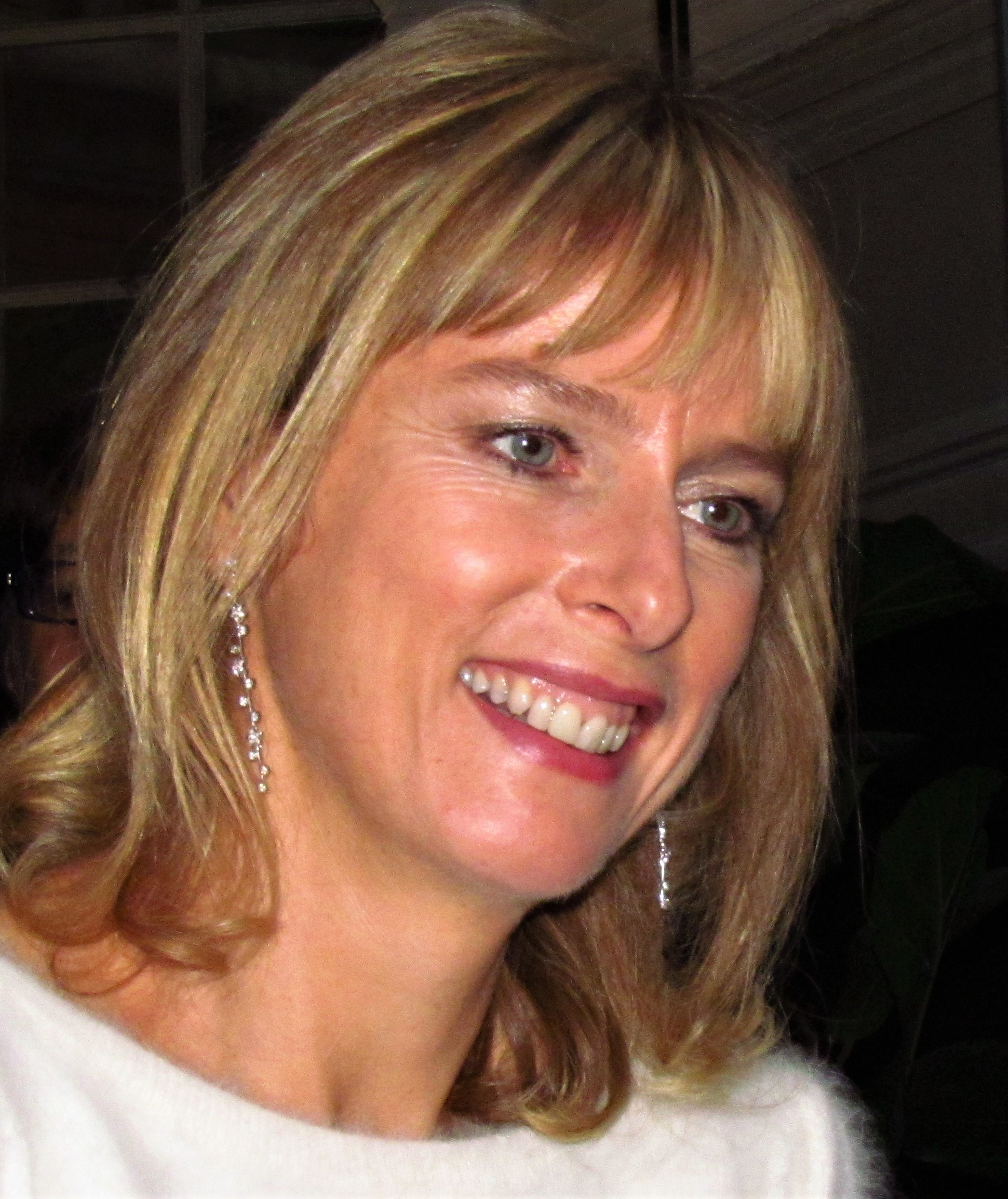
Karin Viard au festival du film de Namur en 2011.

- 2010 : Les Invités de mon père de Anne Le Ny : Babette Paumelle
- 2010 : Potiche de François Ozon : Nadège
- 2011 : Rien à déclarer de Dany Boon : Irène Janus
- 2011 : Ma part du gâteau de Cédric Klapisch : France
- 2011 : Polisse de Maïwenn : Nadine
- 2011 : Le Skylab de Julie Delpy : Albertine adulte
- 2012 : Parlez-moi de vous de Pierre Pinaud : Mélina / Claire Martin
- 2013 : Des gens qui s'embrassent de Danièle Thompson : une people à Cannes soirée Melko
- 2013 : Lulu femme nue de Sólveig Anspach : Lulu
- 2013 : L'amour est un crime parfait d’Arnaud et Jean-Marie Larrieu : Marianne
- 2014 : Week-ends d'Anne Villacèque : Christine
- 2014 : On a failli être amies d'Anne Le Ny : Marithé
- 2014 : La Famille Bélier d'Éric Lartigau : Gigi Bélier
- 2015 : Belles Familles de Jean-Paul Rappeneau : Florence
- 2015 : Vingt et une nuits avec Pattie d’Arnaud et Jean-Marie Larrieu : Pattie
- 2015 : Lolo de Julie Delpy : Ariane
- 2015 : Le Grand Partage d'Alexandra Leclère : Christine Dubreuil
- 2016 : Les Visiteurs : La Révolution de Jean-Marie Poiré : Adélaïde de Montmirail
- 2016 : Le Petit Locataire de Nadège Loiseau : Nicole
- 2017 : Jalouse de David et Stéphane Foenkinos : Nathalie Pecheux
- 2018 : Les Chatouilles d'Andréa Bescond et Éric Métayer : Mado
- 2018 : Bécassine ! de Bruno Podalydès : la Marquise de Grand-Air
- 2018 : Voyez comme on danse de Michel Blanc : Véro
- 2019 : Chanson douce de Lucie Borleteau : Louise

#### Années 2020
- 2020 : Les Apparences de Marc Fitoussi : Ève
- 2021 : L'Origine du monde de Laurent Lafitte : Valérie Bordier
- 2021 : Tokyo Shaking d'Olivier Peyon : Alexandra
- 2021 : Les Fantasmes de David et Stéphane Foenkinos : Lili
- 2022 : Une mère de Sylvie Audcoeur : Aline
- 2022 : Maria rêve de Lauriane Escaffre et Yvo Muller : Maria
- 2022 : Trois fois rien de Nadège Loiseau : l'acheteuse de la raclette
- 2023 : Sage-Homme de Jennifer Devoldère : Nathalie
- 2023 : Wahou ! de Bruno Podalydès : Catherine
- 2023 : Magnificat de Virginie Sauveur : Charlotte
- 2023 : Une nuit d'Alex Lutz : Nathalie
- 2023 : Nouveau Départ de Philippe Lefebvre : Diane
- 2024 : Madame de Sévigné d'Isabelle Brocard : Madame de Sévigné
- 2024 : Le Dernier Souffle de Costa-Gavras : La cancérologue
- 2025 : Fils de de Carlos Abascal Peiró : Anne Chalamont
- 2025 : La Maison des femmes de Mélisa Godet : Diane Khoury

### Courts métrages
- 1986 : La Goula de Roger Guillot : la vendeuse aux pains au chocolat
- 1986 : L'Amour en marche de Bruno Chiche : la jeune femme
- 1990 : La Mort d'une vache de Dante Desarthe : la bouchère
- 1991 : 25 décembre 58, 10h36 de Diane Bertrand : la jeune mariée
- 1993 : Zone bleue de Catherine Morlat
- 1993 : Elles étaient trois de Laurent Boulanger
- 1995 : Une journée entière sans mentir de Philippe Kotlarski : Claire
- 1996 : Une visite de Philippe Harel : Carole
- 1997 : Rouen, cinq minutes d'arrêt d'Ingrid Gogny : Marguerite
- 1997 : Où tu vas de Frédéric Gélard : Nadine
- 2002 : Mes copines d'Anne Fassio : la première copine

#### Box-office
|    | Films                         | Réalisateur                     | Années | France (entrées) |
| 1  | Rien à déclarer               | Dany Boon                       | 2011   | 8 150 825        |
| 2  | La Famille Bélier             | Éric Lartigau                   | 2014   | 7 336 297        |
| 3  | Polisse                       | Maïwenn                         | 2011   | 2 413 914        |
| 4  | Potiche                       | François Ozon                   | 2010   | 2 318 221        |
| 5  | Tatie Danielle                | Étienne Chatiliez               | 1990   | 2 151 463        |
| 6  | Les Visiteurs : La Révolution | Jean-Marie Poiré                | 2016   | 2 125 440        |
| 7  | La Haine                      | Mathieu Kassovitz               | 1995   | 2 042 070        |
| 8  | Paris                         | Cédric Klapisch                 | 2008   | 1 723 642        |
| 9  | Le code a changé              | Danièle Thompson                | 2009   | 1 626 878        |
| 10 | Embrassez qui vous voudrez    | Michel Blanc                    | 2002   | 1 528 784        |
| 11 | Les Randonneurs               | Philippe Harel                  | 1997   | 1 422 318        |
| 12 | Delicatessen                  | Jean-Pierre Jeunet et Marc Caro | 1991   | 1 407 818        |
| 13 | Le Grand Partage              | Alexandra Leclère               | 2015   | 1 050 699        |
| 14 | Ma part du gâteau             | Cédric Klapisch                 | 2011   | 1 025 838        |

### Télévision
- 1989 : Les Enquêtes du commissaire Maigret, épisode : L'Auberge aux noyés de Jean-Paul Sassy (série télévisée) : Céline Bertaud
- 1991 : L'Amant de ma sœur de Pierre Mondy (téléfilm) : Elise
- 1991 : Charmante soirée (Les Gens ne sont pas forcément ignobles) de Bernard Murat (téléfilm) : Philippine
- 1991 : Strangers dans la nuit de Sylvain Madigan (téléfilm) : Noëlle Faucher
- 1992 : Maigret, épisode : Maigret et la maison du juge de Bertrand Van Effenterre (série télévisée) : Thérèse
- 1992 : Rhésus Roméo de Philippe Le Guay (téléfilm) : Anne-Victoire
- 2012 : Yann Piat, chronique d'un assassinat d'Antoine de Caunes (téléfilm) : Yann Piat
- 2019-2020 : Calls de Timothée Hochet (série télévisée) : Roxane Donner
- 2021 : La Vengeance au Triple Galop d'Alex Lutz (téléfilm) : Miranda Bloomberg
- 2023 : Dans l'ombre de Pierre Schoeller (mini-série télévisée) : Marie-France Trémeau
- 2024 : Le Monde magique de Jérôme Commandeur de Jérôme Commandeur (série télévisée) : Dodeline Toutenioutée
- 2026 : Vanished de Barnaby Thompson

## Théâtre
- 1989 : La Famille de Lodewijk de Boer, mise en scène Jean-Christian Grinevald
- 1992 : Inaccessibles Amours de Paul Emond, mise en scène Abbes Zahmani
- 1992-1993 : Les Filles du néant ou le guignol de dieu, d'après Extases féminines de Jean-Noël Vuarnet, mise en scène Maurice Attias, Athénée Théâtre Louis-Jouvet (Paris), Théâtre de la Métaphore (Lille), Théâtre Populaire de Lorraine (Thionville)

- 1995 : Inaccessibles Amours de Paul Emond, mise en scène Abbes Zahmani, Théâtre du Gymnase (Marseille), Théâtre Ouvert (Paris)

- 1996 : Inaccessibles Amours de Paul Emond, mise en scène Abbes Zahmani, Théâtre de Nice, Théâtre de l'Ancre (Charleroi)
- 2008 : La Estupidez (La Connerie) de Rafael Spregelburd, mise en scène Marcial Di Fonzo Bo et Élise Vigier, Théâtre national de Chaillot, Théâtre national de Bretagne, Théâtre des Célestins
- 2009 : La Estupidez (La Connerie) de Rafael Spregelburd, mise en scène Marcial Di Fonzo Bo et Élise Vigier, Théâtre national de Chaillot, Théâtre national de Toulouse Midi-Pyrénées
- 2011 : L’Amour, la mort, les fringues de Nora et Delia Ephron, mise en scène Danièle Thompson, Théâtre Marigny
- 2012 : Lucide de Rafael Spregelburd, mise en scène Marcial Di Fonzo Bo, Théâtre Marigny
- 2016-2017 : Vera de Petr Zelenka, mise en scène Marcial Di Fonzo Bo et Élise Vigier, Comédie de Caen, tournée, Théâtre de la Ville
- 2018 : Vera de Petr Zelenka, mise en scène Marcial Di Fonzo Bo et Élise Vigier, Théâtre de Paris

## Autres participations

### Doublage
Films
- 1989 : Un héros comme tant d'autres : Samantha Hughes (Emily Lloyd)
- 1990 : Cry-Baby : Piment Walker (Ricki Lake)
- 1992 : Un flingue pour Betty Lou : Pearl (Gale Mayron)
- 1994 : Quatre Mariages et un enterrement : Scarlett (Charlotte Coleman)
- 1994 : Le Client : Dianne Sway (Mary-Louise Parker)
- 1995 : Tank Girl : Sub Girl (Ann Cusack)
- 1997 : Paradise Road : Oggi (Susie Porter)

Films d'animation
- 2019 : Angry Birds : Copains comme cochons : Zeta (Leslie Jones)

### Livres audio
- 2004 : Les Liaisons dangereuses, de Pierre Choderlos de Laclos, Éditions Gallimard.
- 2008 : Le Journal d'une femme de chambre d'Octave Mirbeau, éditions Frémeaux.

### Discographie
- 2007 : Participe au projet musical de Stéphane Pompougnac, Hôtel Costes. Apparition dans l'album Hôtel Costes, Vol. 10: Dix, piste 13 : Rouge Rouge Feat. Karin Viard - Et Toutes Ces Choses..., originellement réalisée en 2005.
- 2009 : I Can't Speak English, chanson écrite par Anaïs présente sur l'album Le bal des actrices.

## Distinctions

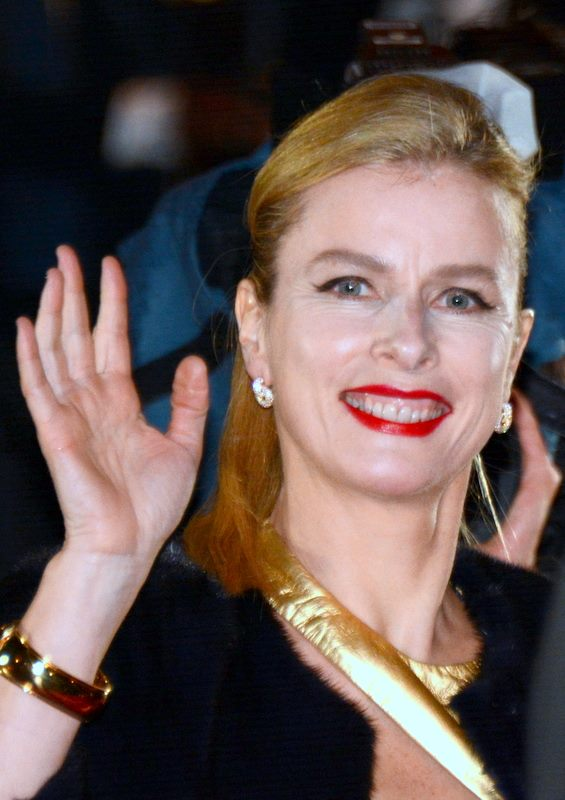
Karin Viard à la cérémonie des Césars 2015, nommée pour La Famille Bélier.

### Césars
- César 1994 : Nomination au César du meilleur espoir féminin pour La Nage indienne
- César 1998 : Nomination au César de la meilleure actrice dans un second rôle pour Les Randonneurs
- César 2000 : César de la meilleure actrice pour Haut les cœurs !
- César 2003 : César de la meilleure actrice dans un second rôle pour Embrassez qui vous voudrez
- César 2005 : Nomination au César de la meilleure actrice pour Le Rôle de sa vie
- César 2009 : Nomination au César de la meilleure actrice dans un second rôle pour Paris
- César 2011 : Nomination au César de la meilleure actrice dans un second rôle pour Potiche
- César 2012 : Nomination au César de la meilleure actrice pour Polisse
- César 2015 : Nomination au César de la meilleure actrice pour La Famille Bélier
- César 2016 : Nomination au César de la meilleure actrice dans un second rôle pour Vingt et une nuits avec Pattie
- César 2018 : Nomination au César de la meilleure actrice pour Jalouse
- César 2019 : César de la meilleure actrice dans un second rôle pour Les Chatouilles
- César 2020 : Nomination au César de la meilleure actrice pour Chanson douce

### Lumières de la presse internationale
- 2000 : Lumière de la meilleure actrice - Haut les cœurs !
- 2012 : Nomination au Lumière de la meilleure actrice - Polisse
- 2015 : Lumière de la meilleure actrice - La Famille Bélier & Lulu femme nue
- 2018 : Nomination au Lumière de la meilleure actrice - Jalouse
- 2020 : Nomination au Lumière de la meilleure actrice - Chanson douce

### Globes de cristal
- 2012 : Meilleure actrice - Polisse
- 2018 : Meilleure actrice - Jalouse
- 2019 : Meilleure actrice - Les Chatouilles

### Festival de Montréal
- 2004 : Festival des films du monde de Montréal : Meilleure actrice - Le Rôle de sa vie

### Festival de Sarlat
- 2013 : Festival du film de Sarlat : Prix d'interprétation féminine - Lulu femme nue

### Autre
- 1999 : Grand prix Jeunes Talents, catégorie Films et Images, du ministère de la Culture[14]

### Décorations
- 2009 :  Chevalière de l'ordre national du Mérite[20].
- 2022 :  Commandeure de l'ordre des Arts et des Lettres[21].